# Talent Land México
Talent Land México (anteriormente conocido como Jalisco Talent Land) es un evento anual realizado en la ciudad de Guadalajara, Jalisco, fundado en 2018 y como reemplazo de la antigua LAN party Campus Party México. Organizado por Talent Network, misma que organizaba anteriormente Campus Party en México.

## Antecedentes
Artículo principal: Campus Party México
Desde 2009 hasta 2017 se organizó Campus Party México en la Ciudad de México de 2009 a 2013 y de 2014 a 2017 en Guadalajara. Cuya temática era una LAN party, además de tener conferencias magistrales, talleres y la oportunidad de probar el internet más avanzado de la época de la mano de Movistar (México), quien era el patrocinador principal del evento. Otra temática del evento es que los campuseros (como se les conocía a los asistentes) podían acampar en una zona exclusiva los 5 días del evento. 
El evento comenzó a celebrarse en el año 2009 en la Ciudad de México siendo la Expo Santa Fe la sede hasta 2013, teniendo invitados de alta categoría. Fue en el año 2014 cuando el evento comienza a celebrarse en la ciudad de Guadalajara, Jalisco debido a un patrocinio del gobierno estatal, siendo la Expo Guadalajara la sede del evento.
Fue en el año 2017 cuando se anuncia que Grupo Sin Límites (quien coorganizaba el evento junto a Talent Network) había adquirido la totalidad de los derechos del evento, además de regresar el evento en 2018 a la CDMX.
Al llegar el año 2018 y con la venta de boletos en marcha, el evento no mostraba certeza de organizarse en su fecha habitual (semana de pascua) posponiéndose a julio del mismo año, sin embargo los rumores sobre una cancelación comenzaban a tomar fuerza y más tarde se confirmó que el evento se pospondría al 2019 debido a la transición política que había en el país.
El evento finalmente nunca volvió a realizarse, en 2019 Campus Party Global anuncia que Grupo Sin Límite no cumplió con sus obligaciones y cedió los derechos a otra empresa, además de una demanda a la empresa. Más tarde Campus Global se declara en bancarrota en España, mientras que algunos países de Latinoamérica permanece el evento de forma independiente.

## Historia
Jalisco Talent Land nace en 2017 tras la última edición de Campus Party el mismo año, con el impulso del gobierno del estado, la Universidad de Guadalajara y Talent Network se creó Talent Land, ese mismo año se lanza Talents Nights y Talent Woman. 

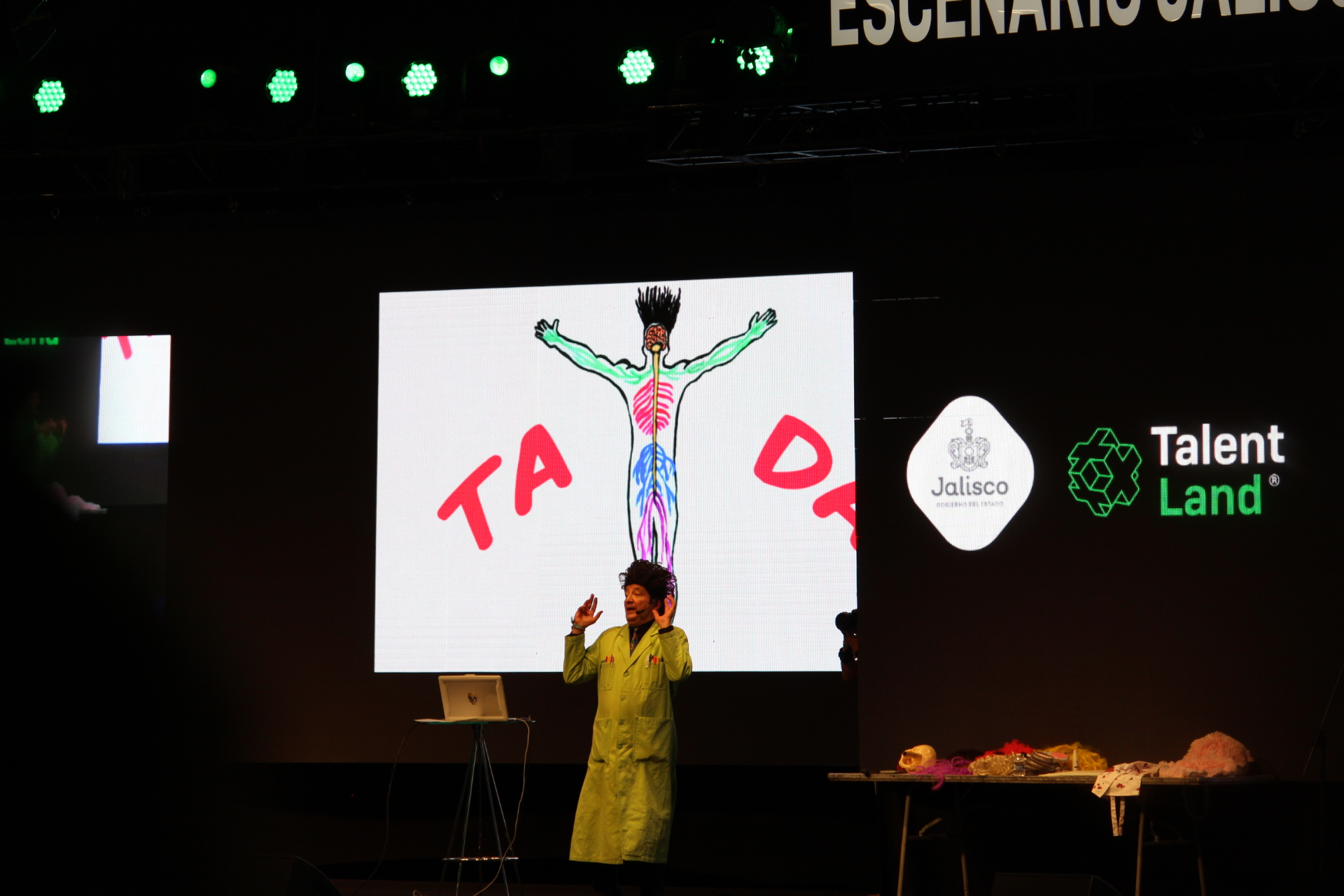
Presentación de Beakman en Jalisco Talent Land 2019

En 2018 se lanza la primera edición de Talent Land, celebrada del 1 al 6 de abril del mismo año en las instalaciones de la Expo Guadalajara, manteniendo como base la temática de Campus Party, además de ofrecer workshops y 6 tierras de talento. El evento tuvo una asistencia general de 33,018 personas. Tuvo como principales ponentes como Sophia (robot), Paul Zaloom como Beakman, Julioprofe,Javier Santaolalla, Simone Giertz, Kevin Mitnick, Feggy Ostrosky Shejet, María Teresa Arnal, Andrés Velásquez, Yolanda Martínez y Enrique Dans.
El evento fue un éxito y destacado por los principales medios de comunicación del país.
Posteriormente el evento continuo recibiendo apoyo del gobierno estatal tras el cambio de administración, sin embargo, tras la austeridad republicana anunciada por el entonces presidente Andrés Manuel López Obrador, el evento dejó de tener apoyo federal que recibía en el pasado sexenio.
Con la llegada de la pandemia de COVID-19, el evento fue pospuesto en 2020 y 2021, realizándose de forma virtual y respetando los boletos adquiridos por los asistentes desde 2019.
En 2022 tras levantarse la declaratoria de emergencia, el evento se realizó de forma parcial en julio del mismo año aunque el evento no contó con su zona de campamento por medidas sanitarias y estricto uso del cubrebocas.
A partir de 2023 el evento se realizó de forma habitual sin restricciones.
Desde su creación, el evento ha creado diversas versiones menores, estas se han celebrado fuera de Guadalajara.
Mudanza a Ciudad de México.
Tras el cambio de gobierno en Jalisco, el evento dejó de recibir el mismo apoyo que recibía en el sexenio anterior, por lo que el evento se redujo en tamaño de forma notoria, incluso el escenario principal fue más austero.
Durante la octava edición celebrada del 21 al 24 de abril de 2025, comenzaron los rumores sobre una posible mudanza a la Ciudad de México por falta de apoyo por parte del Gobierno de Jalisco. Al finalizar el evento, en la clausura, no se mencionó fechas y sede del próximo año como habitualmente se realiza en el cierre de cada evento, fortaleciendo más el rumor.
Finalmente semanas después del evento se oficializa el cambio de sede a la CDMX, siendo la Expo Santa Fe la nueva sede del evento, la noticia se da a conocer por correo electrónico a miembros "Founders" y a medios de comunicación. 
Raúl Porcel, CEO de Talent Network explico que el cambio se da tras invitación de la Jefa de Gobierno de la CDMX, Clara Brugada, y ante la negativa del gobernador de Jalisco, Pablo Lemus, a reunirse para el apoyo del gobierno hacia el evento como se solía hacer.

## Ediciones
| Año  | Edicion                     | Sede                       | Ciudad               | Asistentes                           | Fecha          |
| 2018 | Jalisco Talent Land 2018    | Expo Guadalajara           | Guadalajara, Jalisco | 33 018                               | 1-6 de abril   |
| 2019 | Jalisco Talent Land 2019    | Expo Guadalajara           | Guadalajara, Jalisco | 36 678                               | 22-26 de abril |
| 2020 | Jalisco Talent Land at Home | Virtual                    | N/A                  | 3 898 145                            | 13-17 de abril |
| 2021 | Jalisco Talent Land Digital | Virtual                    | N/A                  | 3 898 145                            | 5-8 de julio   |
| 2022 | Jalisco Talent Land 2022    | Expo Guadalajara / Virtual | Guadalajara, Jalisco | 26 000 presencial. 2 100 000 virtual | 20-24 de julio |
| 2023 | Jalisco Talent Land 2023    | Expo Guadalajara           | Guadalajara, Jalisco | 40 379                               | 10-14 de abril |
| 2024 | Jalisco Talent Land 2024    | Expo Guadalajara           | Guadalajara, Jalisco | 42 382                               | 1-4 de abril   |
| 2025 | Talent Land México 2025     | Expo Guadalajara           | Guadalajara, Jalisco | 30 000                               | 21-24 de abril |

Eventos derivados
Desde 2017, Talent Network ha sacado eventos menores al principal, enfocados en una temática exclusiva.
- Talent Woman: Es un ciclo de conferencias y talleres enfocadas a la mujer, con pláticas de mujeres líderes en la industria, este evento se ha     realizado en la Ciudad de México de forma anual.
- Talent Hackathon: Es un evento donde invitan a comunidades a desarrollar una solución a un problema en tiempo récord, el evento se realiza dentro de Talent Land y en 2021 y 2022 se realizaron como eventos independientes.
- Talent Land España: La versión española de Talent Land, se realizó por primera vez en 2024.
- Talent Land USA: Será la versión estadounidense del evento, se realizará por primera vez en 2026.
- Talent Kids: Es un evento enfocado a los niños con diversas actividades, se realizó     en 2024.

Eventos descontinuados
- Talent City: Fue una versión menor de Talent Land, se realizaba en distintas ciudades del país durante dos días, tras la llegada de la pandemia se suspendieron, posterior a ella nunca se volvieron a realizar.
- Talent Nights: fue un evento de ponencias realizado a nivel nacional, era realizado por una sola noche en ciertos periodos, tras pandemia no se     volvieron a realizar

## Voluntarios

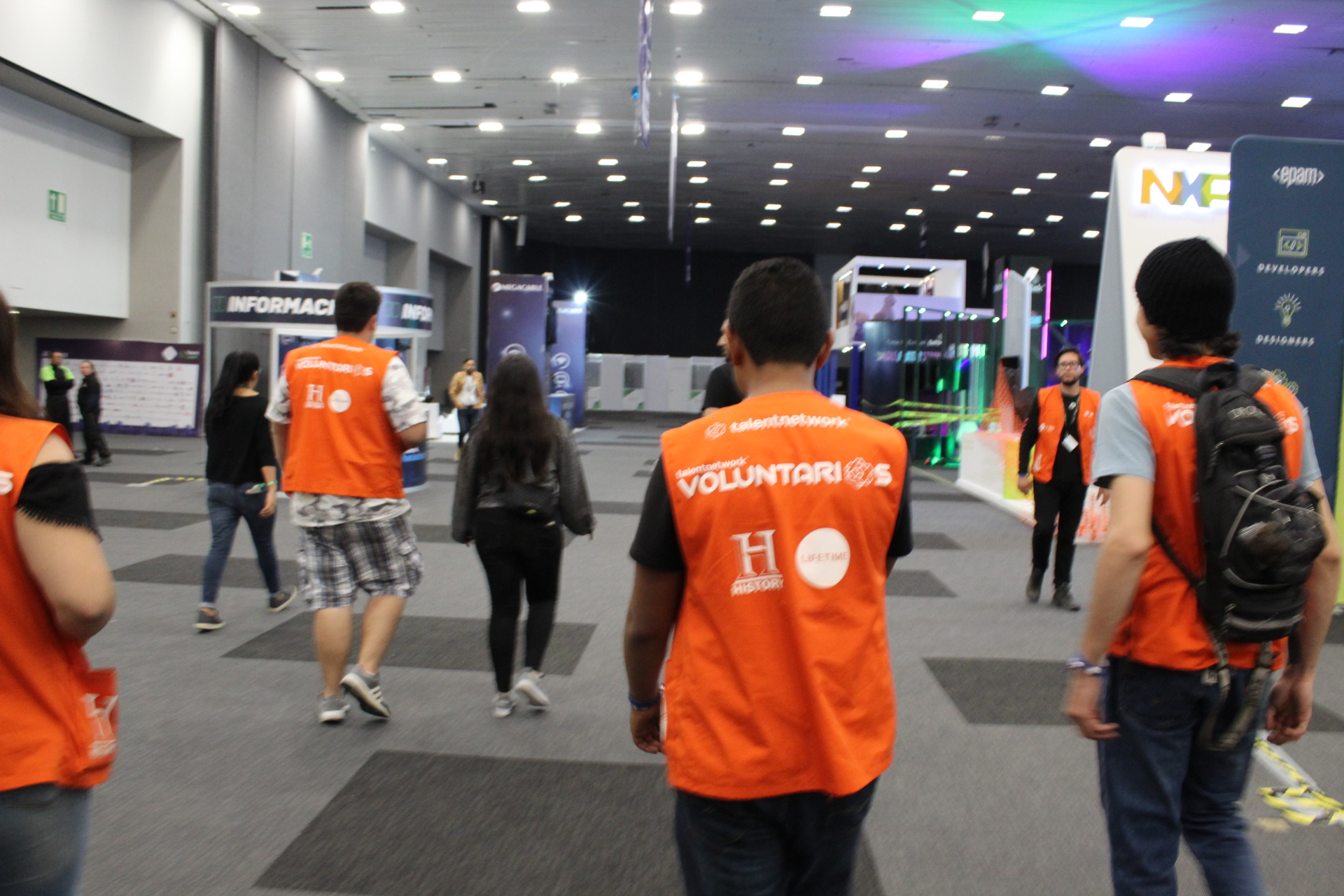
Uniforme de Voluntarios en 2019

Desde su primera edición, el evento ha contado con un programa de voluntariado, el cual recluta a jóvenes para actividades dentro del evento. Los beneficios de ser voluntario abarcaban desde la entrada al evento, uniforme y un campamento, además de un certificado de participación.
La convocatoria para participar se publica con meses de anticipación, los interesados se registran en la convocatoria y basado en su perfil procedían a una entrevista personal para posteriormente ser seleccionados. El ser voluntario no abarcaba con gastos de traslados ni alimentos fuera del turno.
Las actividades de voluntarios abarcaban desde asistencia al ponente hasta encargarse del mobiliario, los turnos se dividen en tres: matutino, vespertino y nocturno.
A partir de 2022 se crea Fundación Voluntarios Talent Land.

## Tierras temáticas
El evento se divide por tierras temáticas el cual cada uno cuenta con un escenario propio, workshops y actividades enfocadas a las tierras temáticas.
- Bussines Land
- Future Land
- AI Land
- Investor Land
- Gamer Land
- Developer Land
- Creative Land

Tierras temáticas desaparecidas
- Iron Land (2018-2022)
- Health Land (2021-2023)
- Agro Land (2018-2019)
- Blockchain Land (2018-2023)
- Metaverse Land (2021-2022)
- Food Land (2023)
- Travel Land (2024)